# 小西陸斗
小西 陸斗（こにし りくと、1992年4月8日 - ）は、朝日放送テレビ（ABC）所属のアナウンサー。

## 来歴
兵庫県姫路市の出身で、ABC入社後の2022年11月16日からは「姫路ふるさと大使」を委嘱されている。
久留米大学附設高等学校から神戸大学法学部へ進学。大学生時代にアルバイトとしてカフェで働いていたところ、3日続けて客に声の良さを誉められたことをきっかけに、アナウンサーを本格的に志したという。
大学卒業後の2016年4月1日付で、澤田有也佳と共に、アナウンサーとして朝日放送に入社。同年7月6日放送の『おはよう朝日です』（朝日放送テレビ）と『おはようパーソナリティ道上洋三です』（朝日放送ラジオ）で、澤田と共に番組デビューを果たした。
学生時代から水泳やサッカーなどのスポーツに取り組んできたことから、2017年以降はスポーツアナウンサーとしても活動。同年8月10日の第99回全国高等学校野球選手権大会1回戦第3試合・聖光学院対おかやま山陽戦のラジオ中継で、実況デビューを果たした。翌2018年の夏場からは、高校野球選手権大会のテレビ中継や、ラジオの阪神タイガース戦中継でも実況を随時任されている。その一方で、同年1月9日から3月30日までは、澤田がリポーターを務める『キャスト』（朝日放送テレビ平日の夕方に関西ローカルで放送する報道・情報番組）月 - 水および金曜日のサブキャスターに起用されていた。
2019年4月6日からは、先輩アナウンサー・ヒロド歩美の後任で、全国ネット番組の『朝だ!生です旅サラダ』にレギュラーで出演。2020年10月5日からは、『おはよう朝日です』平日版の放送枠拡大・2部構成化に伴って、拡大前まで放送されていた『おはようコールABC』の時間帯を中心に編成される「第1部」（5:00 - 6:30）のアシスタントに起用された（6:30 - 8:00に放送される「第2部」のアシスタントは同期の澤田）。『おはよう朝日です』へのレギュラー出演は木曜日のコーナーキャスターから『旅サラダ』へ異動して以来1年半振りだが、アシスタントの担当が平日の全曜日に及ぶため、『旅サラダ』への出演やスポーツアナウンサーとしての活動を2020年10月第1週までに終えた。
『おはよう朝日です』へのレギュラー出演再開後は、第1部の司会に起用されていた先輩アナウンサー（当時）の川添佳穂が体調不良で2020年12月7日から休演したことに伴って、2021年の初回（1月4日放送分）から司会を代行（2020年内に代行していた武田和歌子の後任扱い）。川添が司会に復帰しないまま2021年1月31日付で朝日放送テレビを退社したことを受けて、翌2月1日（月曜日）放送分から第1部の司会へ正式に就任した。
その一方で、2021年9月12日には、日本女子プロサッカー・WEリーグの開幕戦・INAC神戸レオネッサ対大宮アルディージャVENTUSで地上波テレビ中継（DAZN向けの映像を利用してノエビアスタジアム神戸から関西ローカル向けに放送、解説：本並健治・丸山桂里奈夫妻）の実況を担当した。WEリーグでは当日に開幕節として5カードを組んでいたが、INAC対大宮戦のキックオフが、テレビ中継との兼ね合いで最も早い時間帯（午前10:00）に設定。朝日放送テレビが（旧朝日放送時代を含めて）初めて自社で制作する女子プロサッカー公式戦中継でもあったため、小西は同局のアナウンサーでは初めて女子プロサッカーの公式戦を実況するとともに、地上波向けのWEリーグ中継で最初の実況アナウンサーになった。
座右の銘は「和して同ぜず」で、スポーツアナウンサーから『おはよう朝日です』平日版の司会（2020年10月改編以降は「第2部」のみ担当）へ転じた先輩の岩本計介と同様に、大学生時代からスポーツジムでボディビルに励んでいる。社会人になって食事制限して大会に出るのは大変だと思い大学時代に出場した、大阪で開かれたボディビルの大会に参加したところ、20代の男性部門ノービスクラス20人中5位入賞を果たしたという。岩本が司会を務める『おはよう朝日です』の平日版へ初めて出演した際には、ボディビルで鍛えた筋肉を披露すべく、「あらかじめ胸に貼り付けた鈴で、胸筋を動かしながら3・3・7拍子を奏でる」という特技を生放送中に披露した。フィットネスモデル兼フィジーク選手のスティーブクックがあこがれの人だと述べている。

## 現在の出演番組

### テレビ
- ABC NEWS（不定期）
- おはよう朝日です
  - 2016年10月6日から2019年3月28日まで、木曜日で「人気mono サキヨミEnter!」のキャスターを務めていた。
  - 2部構成へ移行した2020年10月5日から、「第1部」のアシスタントとしてレギュラー出演を再開。前述した事情から、第1部の司会代行を経て、2021年2月1日から第1部の司会を正式に務めている。同年4月5日からは、「第2部」の時間帯の一部にも出演。
  - 2部構成化を機に第2部のアシスタントへ起用されていた同期入社の澤田が、持病（顎口腔ジストニア）の治療を伴う休養に入っていた期間（2022年10月 - 2023年3月）には、澤田に代わって第2部のアシスタントを暫定的に担当。澤田が復帰した2023年4月3日から、第1部の司会に戻っている。
- スポーツ中継（WEリーグ公式戦での実況）
- Jフットニスタ（関西地方からJ1リーグやWEリーグに加盟しているプロサッカークラブ関連の情報番組）
  - 2020年シーズン以降のMCであるアキナ (お笑いコンビ) のメンバーから山名文和が2022年シーズン限りで降板したことに伴って、2023年シーズンから先輩アナウンサーの小縣裕介・高野純一と交互に週替わりで出演。出演週には、アキナで唯一続投した秋山賢太（先輩アナウンサー・塚本麻里衣の夫）のアシスタントを務めている。
- あっちこっちAぇ!（2025年4月6日）- ナレーター、 福戸あやと対で担当。

### ラジオ
- ABCニュース（不定期）
- R→933 LP.（パーソナリティ、2023年10月2日 - ）

## 過去の出演番組
- 全国高校野球選手権大会中継
  - 2016年から、テレビ中継で「燃えろ!ねったまアルプス」のリポーターを担当。2017年からラジオ中継、2018年から2021年までテレビ中継の実況陣に加わっていた。
  - 新型コロナウイルスへの感染拡大の影響で第92回選抜高等学校野球大会・第102回全国高等学校野球選手権大会が中止された2020年も、2020年甲子園高校野球交流試合（第92回選抜大会への出場が内定していた全32校による8月中旬の招待試合）を朝日放送グループとBS朝日で中継することに伴って、一部カードの中継で実況を担当した。

### テレビ
- 速報!甲子園への道（2016年、関西ローカルパート）
- 猛虎キャンプリポート（スカイA） - 2017 - 2019年の春季キャンプで実況を担当
- スーパーベースボール　虎バン主義。
  - 2020年9月30日の阪神タイガース対中日ドラゴンズ戦中継（甲子園球場）まで、ベンチリポート専任で出演。
- THAT'S ENKA TAINMENT〜ちょっと唄っていいかしら?〜（2018年1月25日）
  - 小寺右子の案内による「ABC本社内でのイケメン探しツアー」に、「小寺イチ推しのイケメンアナウンサー」という触れ込みで、『おはよう朝日です』のスタジオへ登場。小寺に同行した友近や松原のぶえの前で、上半身の筋肉を披露した。
- キャスト（月 - 水および金曜日、2018年1月9日 - 3月30日） - サブキャスター
- サンデーLIVE!!（2019年1月20日） - 「日曜中継イマドキ!ニッポン」で和歌山県田辺市の仙人風呂から中継リポート、一般の入浴客とともに半裸で入浴した。
- 朝だ!生です旅サラダ（2019年4月6日 - 2020年9月26日）
  - 上記の期間中には、スタジオで生放送を進行するかたわら、「日本全国 コレ!うまかろう!!」（御当地のグルメを紹介するロケ企画）で日本の各地に赴いていた。レギュラー出演を終了した後も、放送枠を通常の1時間半から2時間に拡大していた2022年2月12日放送分で生中継のリポートを担当。

### ラジオ
- ABCフレッシュアップベースボール
  - 阪神タイガース戦の中継では、2017年からベンチリポートを担当。2018年7月8日の対横浜DeNAベイスターズ戦中継（阪神甲子園球場、解説：中西清起、ベンチリポーター：中邨雄二）で、実況デビューを果たした。
  - 新型コロナウイルスへの感染拡大の影響で、NPBレギュラーシーズンの開幕が当初の予定から3ヶ月延期された2020年にも実況・リポートを担当していた。『おはよう朝日です』平日版第1部アシスタントへの異動に伴って、実況では9月29日の阪神対中日ドラゴンズ戦、ベンチリポートでは10月1日の同カード（いずれも甲子園球場でのナイトゲーム）中継で出演を終了。
- 小西陸斗のとっておき情報　（2017年10月3日 - 2019年3月28日、毎週火 - 金曜日 → 火 - 木曜日17:10 - 17:15）
  - 事前収録で、テレビ・ラジオを通じて自身初の冠番組。『キャスト』の第1部と放送時間が重なることから、2018年1月から3月までの火・水・金曜日には、テレビ・ラジオで小西の声が同時に流れることがあった[8]。
- 伊藤史隆のラジオノオト（2017年度以降のナイターオフ番組） 
  - 「虎バンアナウンサー」として、他のスポーツアナウンサーと交互に、2019年度まで18時台の「スポーツヘッドライン」を担当。2017年度には、主に水曜日を担当していたが、同コーナーと放送時間が重なる『キャスト』月 - 水曜日のサブキャスター担当期間中のみ出演しなかった。
- ミルクボーイのプロテインラジオ（2019年12月22日の21:05 - 22:00に放送された特別番組）
  - ミルクボーイの駒場孝が大会で優勝するほどのボディビルダーである縁で、収録に同席。駒場によるトレーニングの模様を実況したほか、駒場との間でボディビルダーならではの深いトークを展開していた[9]。奇しくもミルクボーイは、放送翌日（12月23日）に開催の第15回M-1グランプリでも優勝している。
- Monday! SPORTS - JAM（2020年1月6日 - 9月21日、ナビゲーター）
  - 以前からレギュラーで出演している先輩アナウンサー（北條瑛祐と福井治人）と交互に担当。
- ラジオで虎バン!
  - 2020年度の上半期版（2020年4 - 6月）で、他のスポーツアナウンサーと交互に、「タイガースヘッドライン」（阪神タイガース関連のニュース・取材報告コーナー）を随時担当。

## 出演映画
- 翔んで埼玉 〜琵琶湖より愛をこめて〜（2023年、東映） - 彦根城（朝日放送グループの放送対象地域内）で撮影されたシーンに出演